# Helen Tanger
Helen Tanger (ur. 22 sierpnia 1978 w Hardenbergu) – holenderska wioślarka.

## Osiągnięcia
- Mistrzostwa Świata – Lucerna 2001 – ósemka – 8. miejsce[1].
- Mistrzostwa Świata – Sewilla 2002 – dwójka bez sternika – 14. miejsce[1].
- Mistrzostwa Świata – Mediolan 2003 – czwórka bez sternika – 9. miejsce[1].
- Igrzyska Olimpijskie – Ateny 2004 – ósemka – 3. miejsce[1].
- Mistrzostwa Świata – Gifu 2005 – ósemka – 3. miejsce[1].
- Mistrzostwa Świata – Monachium 2007 – dwójka bez sternika – 9. miejsce[1].
- Igrzyska Olimpijskie – Pekin 2008 – ósemka – 2. miejsce[1].